# Schneibstein
Der Schneibstein ist ein 2276 m ü. A. hoher Berg im Hagengebirge in den Berchtesgadener Alpen an der Grenze zwischen Deutschland (Bayern) und Österreich (Salzburg).

## Besteigung
Von Nordwesten führt ein von den Alpenvereinen als mittelschwer klassifizierter Bergweg vom Schneibsteinhaus oder vom Carl-von-Stahl-Haus aus über das vorgelagerte Teufelsgemäuer zum Gipfel. Dieser Weg geht in Richtung Süden weiter zum Seeleinsee unter dem Kahlersberg. Auf diesem Weg kann der seltene Alpensteinbock gesichtet werden. Über den Berg führen auch die beliebten Ski- bzw. Wandertouren Kleine und Große Reibn. In der einschlägigen Literatur wurde der Schneibstein wiederholt als „leichtester Zweitausender der Berchtesgadener Alpen“ bezeichnet.

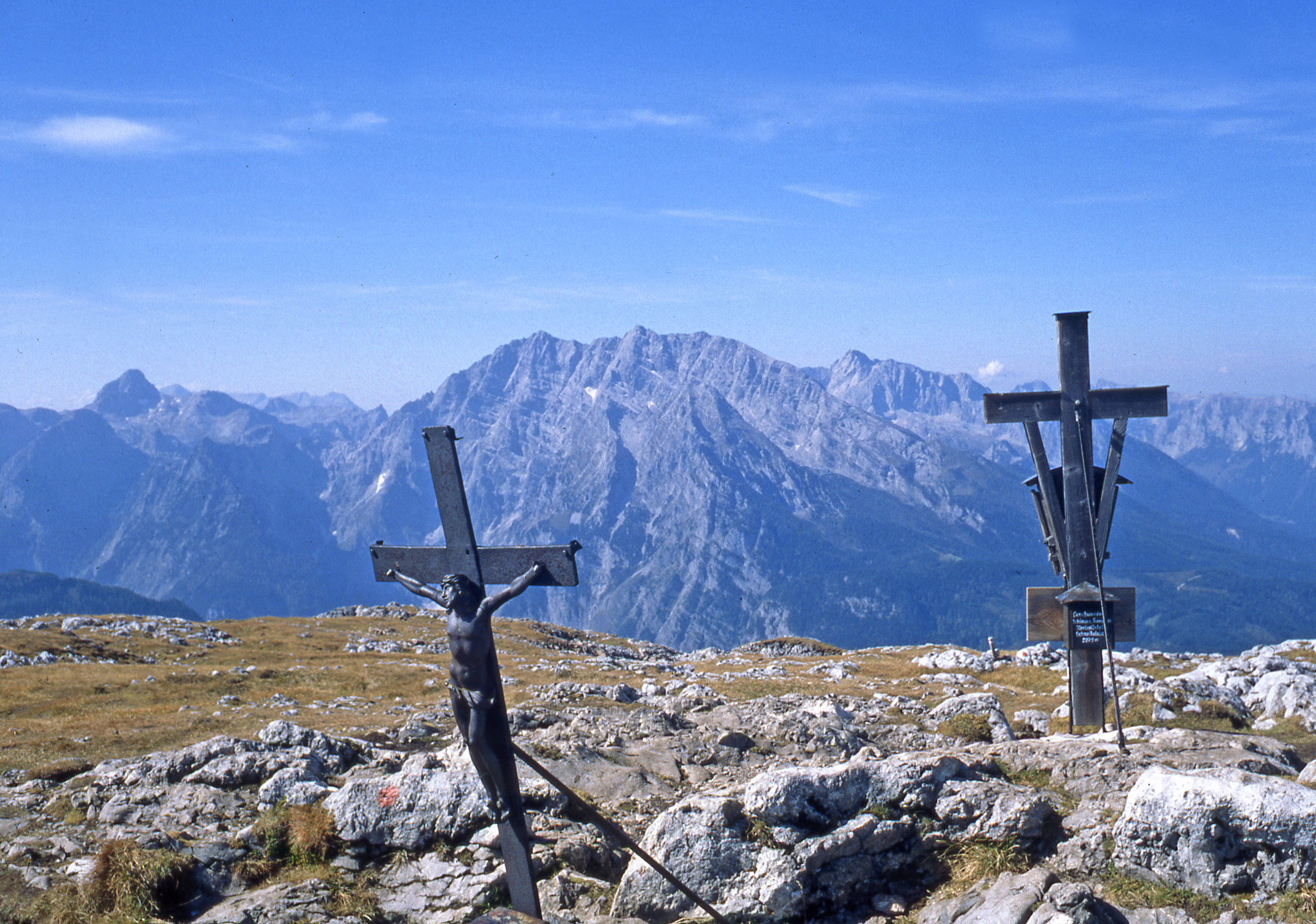
Gipfelkreuze auf dem Schneibstein, im Hintergrund ist der Watzmann zu sehen
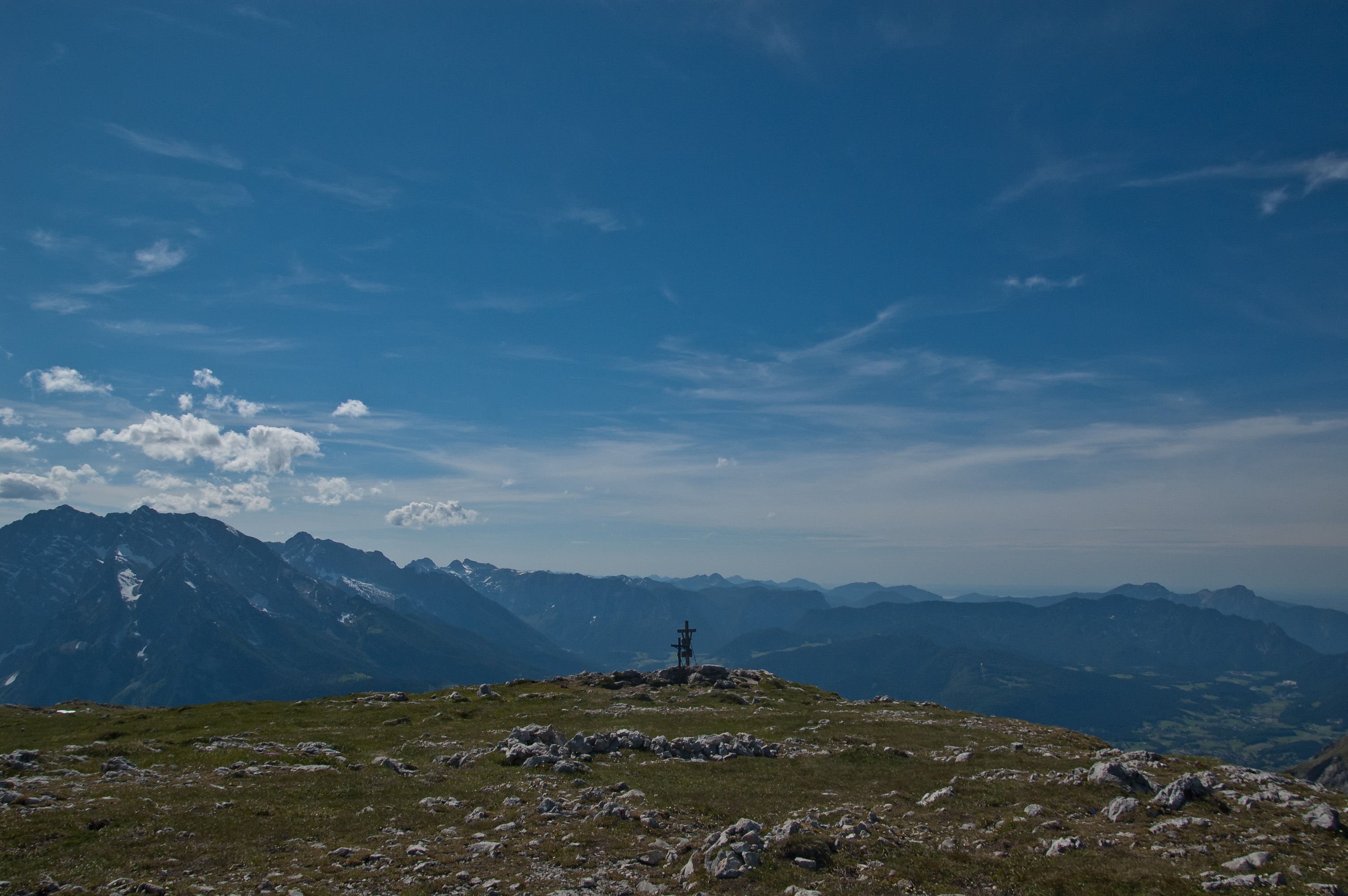
Auf dem Gipfel des Schneibsteins, links im Hintergrund das Watzmannmassiv